# 国鉄シキ80形貨車
国鉄シキ80形貨車（こくてつシキ80がたかしゃ）は、1936年（昭和11年）から1942年（昭和17年）にかけて、田中車輛でシキ80 - シキ86の合計7両が製造された、30 トン積み落し込み式大物車である。鉄道省が自営の信濃川発電所を建設するに際して資材輸送を行うことを目的として製造したものである。
魚腹形台枠を備えた長物車のような構造である。全長は11,800 mm（車体長11,000mm）で、車体中央部に長さ4,500 mm、幅2,140 mmの亀甲形の穴が開けられており、ここに貨物を落し込んで積載する構造であった。落し込み穴の底に着脱可能な横梁が設けられていて、これで積み込んだ貨物の重さを一部負担するようになっていたが、許容荷重が低くてしばしば折損事故を起こした。横梁の本数は車両によって異なっている。台車はアーチバー式の2軸ボギー台車TR20形を2基備えており、KD180形のブレーキを備えていた。
低床式の大物車がトレーラーに置き換えられていく中、鉄道輸送の特性に適合した落し込み式大物車は長く利用され続けた。しかし1986年度（昭和61年度）にシキ80形の最後の2両が廃車となり、形式消滅となった。